# 西羅定理
在數學中，特別是代數學中的群論，西羅定理（英語：Sylow Theorems）是一系列關於有限群的定理，由挪威數學家彼得·盧德維格·梅德爾·西羅在1872年證明。這些定理使得代數學家對有限群的結構有了更深入的瞭解，並對有限群的研究以及百年後的有限單群分類作出了重要貢獻。
西羅定理處理了拉格朗日定理的部份反例。拉格朗日定理表明如果 {\displaystyle H} 是 {\displaystyle G} 的子群，那麼子群{\displaystyle H}的階 {\displaystyle |H|} 是 {\displaystyle |G|} 的因數；但是 {\displaystyle |G|} 的因數未必等於某個子群的階。西羅定理表明，{\displaystyle |G|}形如 {\displaystyle p^{r}} 的因數確實是一些子群的階，定理亦給出這種類型子群數目的相關訊息。

## 定理敘述
給定一個有限群 {\displaystyle G} ，通過質因數分解，可以把 {\displaystyle |G|} 表示成 {\displaystyle p^{n}\times m}的形式（並且 {\displaystyle m} 不被 {\displaystyle p} 整除）。如果 {\displaystyle G} 的子群 {\displaystyle H} 的階是 {\displaystyle p} 的冪 {\displaystyle |H|=p^{k}} ， {\displaystyle k>0} ，則 {\displaystyle H} 稱為一個 {\displaystyle p}-子群。西羅{\displaystyle p}-子群是最大的一類 {\displaystyle p}-子群，其定義為階等於 {\displaystyle p^{n}} 的子群。群 {\displaystyle G} 的西羅{\displaystyle p}-子群構成的集合一般記為 {\displaystyle {\text{Syl}}_{p}(G)} 。
西羅定理有三個部分：
1. 對於所有介於 {\displaystyle 1} 到 {\displaystyle n} 之間的正整數 {\displaystyle r} ， {\displaystyle G} 存在階為 {\displaystyle p^{r}} 的子群。
2. {\displaystyle G} 中的所有西羅 {\displaystyle p}-子群互相共軛。
3. {\displaystyle G} 中西羅 {\displaystyle p}-子群的個數是 {\displaystyle m} 的因數、並且具有 {\displaystyle kp+1} 的形式（模 {\displaystyle p} 餘 {\displaystyle 1}）。

### 无限群的西罗定理
無限群中的西羅{\displaystyle p}-子群為一個在所有群內之{\displaystyle p}-子群中，以內含關係為序，極大的{\displaystyle p}-子群。可用佐恩引理證明這類子群存在。
定理：若 {\displaystyle K} 為一個 {\displaystyle G} 的西羅{\displaystyle p}-子群，且 {\displaystyle n_{p}=|Cl(K)|} 有限，則每一個西羅{\displaystyle p}-子群都與{\displaystyle K}共軛，且 {\displaystyle n_{p}\equiv 1(modp)} ，其中 {\displaystyle Cl(K)} 表示 {\displaystyle K} 的共軛類。

## 應用例子
設{\displaystyle G}為一個階為{\displaystyle 15=3\cdot 5}的群。令{\displaystyle n_{3}}為西羅{\displaystyle 3}子群的數量，則{\displaystyle n_{3}}整除{\displaystyle 5}，且模 {\displaystyle 3} 餘 {\displaystyle 1}。滿足上述條件的值只有1；因此，{\displaystyle G}只有一個階為{\displaystyle 3}的子群，且其必須為正規子群（因為其沒有其他的共軛）。類似地，{\displaystyle n_{5}}整除{\displaystyle 3}，且{\displaystyle n_{5}\equiv 1\mod 5}；所以{\displaystyle G}僅有一個階為{\displaystyle 5}的正規子群。由於3和5互質，此兩個子群的交集為平凡群{e}，所以{\displaystyle G}必須為循環群。因此，只存在一個階為15的群（以群同構來區分），記為{\displaystyle \mathbb {Z} /15\mathbb {Z} }。
舉另一個更複雜的例子來說，可證明不存在一個階為{\displaystyle 350}的簡單群。若{\displaystyle |G|=350=2\cdot 5^{2}\cdot 7}，則{\displaystyle n_{5}}必須整除{\displaystyle 14=2\cdot 7}，且{\displaystyle n_{5}\equiv 1\mod 5}。由此可知{\displaystyle n_{5}=1}（因為6和11都不整除14），所以{\displaystyle G}必然會有一個階為{\displaystyle 5^{2}}的正規子群，故不可能為簡單群。

## 西羅定理的證明
西羅定理的證明利用了群作用的許多概念。群 {\displaystyle G} 會以許多種方式作用在其自身或其{\displaystyle p}-子群上，而此類的每個作用則可以被利用來證明西羅定理的其中一個定理。下列的證明是基於1959年H.Wielandt所發表之整合的論述。下面用 {\displaystyle a\mid b} 表示「 {\displaystyle a} 整除 {\displaystyle b} 」，而 {\displaystyle a\nmid b} 表示「 {\displaystyle a} 不整除 {\displaystyle b} 」。

### 第一西羅定理
```
定理：
一個元素個數 

  

    

      

        

          
|

        

        
G

        

          
|

        

      

    

    
{\displaystyle |G|}

  

 可以被一
質數
 

  

    

      

        
p

      

    

    
{\displaystyle p}

  

 的次方 

  

    

      

        

          
p

          

            
k

          

        

      

    

    
{\displaystyle p^{k}}

  

 整除的有限群 

  

    

      

        
G

      

    

    
{\displaystyle G}

  

 會有一個元素個數為 

  

    

      

        

          
p

          

            
k

          

        

      

    

    
{\displaystyle p^{k}}

  

 的子群。
```

證明：設 {\displaystyle |G|=p^{k}m} ， {\displaystyle p^{r}\mid m} 且 {\displaystyle p^{r+1}\nmid m} 。令 {\displaystyle \Omega } 為 {\displaystyle G} 中元素个数為 {\displaystyle p^{k}} 的子集所組成的集合，有 {\displaystyle |\Omega |={\binom {p^{k}m}{p^{k}}}} 及 {\displaystyle p^{r+1}\nmid {\binom {p^{k}m}{p^{k}}}} ，其中 {\displaystyle {\binom {p^{k}m}{p^{k}}}} 是一個二項式係數，此處我們考慮它在組合數學中的意義，即「從 {\displaystyle p^{km}} 個相異元素選出 {\displaystyle p^{k}} 個元素的方法數」，這等價於元素個數為 {\displaystyle p^{k}m} 的集合 {\displaystyle G} 中元素个数為 {\displaystyle p^{k}} 的子集的個數，因此等於 {\displaystyle |\Omega |}。
令 {\displaystyle G} 以左乘積作用於 {\displaystyle \Omega } 上。基於 {\displaystyle r} 的定義，存在一個於 {\displaystyle \Omega } 內的子集 {\displaystyle A} ，使得其軌道 {\displaystyle \Theta =A^{G}} 的元素個數不被 {\displaystyle p^{r+1}} 整除， {\displaystyle p^{r+1}\nmid |\Theta |}。
這裡有 {\displaystyle |\Theta |=|A^{G}|=[G:G_{A}]=|G|/|G_{A}|} ，其中 {\displaystyle G_{A}} 代表集合 {\displaystyle A} 的穩定子子群。因此 {\displaystyle p^{k}\mid |G_{A}|} 故 {\displaystyle p^{k}\leq |G_{A}|} 。注意在 {\displaystyle G_{A}} 的作用下之於 {\displaystyle A} 內的兩個元素 {\displaystyle a} 和 {\displaystyle ga} 可能不同，所以 {\displaystyle |A|\geq |G_{A}|} 。由上述 {\displaystyle p^{k}\leq |G_{A}|} 和 {\displaystyle p^{k}=|A|\geq |G_{A}|} 兩結論可知 {\displaystyle |G_{A}|=p^{k}} 。 {\displaystyle G_{A}} 即為所求的群。  {\displaystyle \square }
該定理一個平凡的推論是，如果質數 {\displaystyle p} 整除群 {\displaystyle G} 的階，那麼 {\displaystyle G} 有至少一個西羅 {\displaystyle p}-子群。

### 第二西羅定理
```
定理：
若
H
是
G
的
子群
且|
H
|=
p
s
，以及
P
為
G
的p-西羅子群，則存在一個在
G
內的元素
a
會使得
a
H
a
-1
為
P
的子群。特別地是，所有
G
的西羅
p
-子群都會
共軛
（且因此
同構
）於另一個，即若
H
和
K
為
G
的西羅
p
-子群，則存在一個
G
內的元素
g
會使得
g
−
1
Hg
 = 
K
。
```

先證明一個有用的引理：
引理: 設G為一個有限p-群，將G作用於一個有限集合Ω上，及令Ω0為在G的作用下為固定之Ω內的點所組成之集合。然後可知|Ω| ≡ |Ω0| mod p。
證明：將Ω寫成在G下之軌道此種不相交集合的聯集。每一個在Ω內的元素x若在G的作用下不固定的話，其將會在其目為|G|/|Gx|之軌道上（其中Gx為穩定子），此目依題目的假設會是p的倍數（不可能為1，因為其目為1的軌道即為在G的作用下固定的點）。因此結論立即就出來了。
證明：設Ω為G內P的左陪集所組成的集合，及H以左乘積作用在Ω上。應用H於Ω上的引理，可知|Ω0| ≡ |Ω| = [G : P] mod p。由定義可知p {\displaystyle \nmid } [G : P]，所以p {\displaystyle \nmid } |Ω0|，且因為|Ω0| ≠ 0，故會存在一些gP ∈ Ω0。因此對每個於H內的元素h，hgP = gP，故g−1hgP = P且g−1hg ∈ P，且因此h ∈ gPg−1，故H會包含於某些G內元素g之gPg−1內。若H為一個西羅p-子群，則|H| = |P| = |gPg−1|，因此對某些在G內的g，H = gPg−1。

### 第三西羅定理
```
定理：
設
q
為一有限群
G
的任一西羅
p
-子群的目，則
n
p
 | |
G
|/
q
且
n
p
 
≡
 1 mod 
p
。
```

證明：依定理2，np = [G : NG(P)]，其中P為任一個子群且NG(P)為於G內P的正規化子，可知此數為|G|/q的因數。令Ω為所有G的西羅p-子群所組成的集合，且P以共軛作用於Ω上。設Q ∈ Ω0並可知對所有x ∈ P，Q = xQx−1，因此P ⊆ NG(Q)。依定理2，P和Q會於NG(Q)內共軛，尤其是Q會在NG(Q)為正規，故可知P = Q。由上可知Ω0 = {P}，因此由引理可知|Ω| ≡ |Ω0| = 1 mod p。

## 算法
由一個給定的群中得出一個西羅子群是計算群論中一個很重要的問題。在置換群裡，已由William Kantor證明出一個西羅p-子群可以在多項式時間內被找到。